# Arcturina hexagonalis
Arcturina hexagonalis är en kräftdjursart som beskrevs av Barnard 1925. Arcturina hexagonalis ingår i släktet Arcturina och familjen Arcturidae. Inga underarter finns listade i Catalogue of Life.